# Ivan Mariz
Ivan Mariz (* 16. Juli 1910 in Belém; † 13. März 1982 ebenda) war ein brasilianischer Fußballnationalspieler.

## Karriere
Benedicto spielte ausschließlich für den Fluminense FC aus Rio de Janeiro. Für diesen Verein soll er in 109 Spielen drei Tore erzielt haben.
Er war Mitglied des ersten WM-Teams bei der Fußball-Weltmeisterschaft 1930. Hier kam er aber nicht zum Einsatz. Auch nicht bei der Copa Río Branco, wo er abermals im Team war. Einen Einsatz erhielt er aber zwei Jahre später 1932 im selben Wettbewerb, am 4. Dezember beim Länderspiel gegen Uruguay.
Die nachstehenden Einsätze in der Nationalmannschaft sind nachgewiesen.
Offizielle Länderspiele
- 4. Dezember 1932 gegen Uruguay, Ergebnis: 2:1 (Copa Rio Branco)

Inoffizielle Spiele
- 27. November 1932 gegen Andarahy AC, Ergebnis: 7:2
- 8. Dezember 1932 gegen Club Atlético Peñarol, Ergebnis: 1:0
- 11. Dezember 1932 gegen Nacional Montevideo, Ergebnis: 2:1

## Erfolge
Botafogo
- Staatsmeisterschaft von Rio de Janeiro: 1930, 1933, 1934

Nationalmannschaft
- Copa Río Branco: 1931, 1932